# RockRainer
RockRainer ist eine deutsche Hip-Hop-/Elektropop-Band aus Friesenheim und Berlin mit wechselnder Besetzung. Vor allem durch ihre spezielle Mischung aus 1980er-lastigen Synthie-Melodien und witzig-ironischen Rap-Texten sowie durch ihre bunten und skurrilen Bühnenperformances hat sich die Band einen Namen gemacht.

## Geschichte
RockRainer wurde 2005 von Sandro De Lorenzo und Ralf Steinert in Friesenheim (Baden) gegründet. 2006 erschien ihre erste EP Schlechte Songs für schlechte Menschen, die sie im Eigenvertrieb veröffentlichten und deren Single Herzlich Willkommen für erste Radioairplays und Aufmerksamkeit sorgte und der Band erste Auftritte ermöglichte.
2007 stießen die Sängerin und Rapperin Sarah Danzeisen sowie die Livemusiker Lukas Meister (Bass), Timmy Hargesheimer (Schlagzeug), DJ Clark Cable (DJ) und Edelprolet (Keyboard) als feste Mitglieder zur Band hinzu. Nach zahlreichen Konzerten und Touren erschien 2008 der erste Tonträger der neuen Besetzung: 80er Actionfilm war eine CD/DVD-Box mit 8 Liedern und 8 Musikvideos. Der Sound des Mini-Albums bestand zu gleichen Teilen aus Elektropop- und akustischen Hip-Hop-Stücken.
Mit den Singles 80er Actionfilm und Angst vorm Adel, einer Parodie auf den Austropop von Falco, konnten erste überregionale Erfolge erzielt werden (Radio- und TV-Airplays auf MTV, Yavido sowie Wettbewerbserfolge und die Förderung durch die Volkswagen Sound Foundation).
Ab 2009 konzentrierten sich De Lorenzo, Steinert und Danzeisen wieder auf die elektronische Version ihres Sounds und veröffentlichten 2009 die EP Dance Dance Dance mit der Single Weg von hier, die von zahlreichen Radios, speziell den ARD-Jugendwellen, gespielt wurde. 2010 folgte die EP Elektrorummelplatz und 2011 das Free-Download-Album Kalender der Abartigcoolness.
Anfang 2012 gründeten De Lorenzo, Steinert und Danzeisen das Independent-Label Rummelplatzmusik, um über diese Plattform sowohl ihre eigene Musik als auch weitere Bands zu veröffentlichen.
Steinert verließ das Label Ende 2012 und De Lorenzo und Danzeisen weiteten die Labelarbeit und ihre eigenen Liveaktivitäten aus. Es folgten umfangreiche Touren und weitere EPs in den Jahren 2012 (Besser als ein schlechter Film), 2013 (Vermutlich komm ich nie wieder) und 2014 (Weiterrennen).
Seit 2014 konzentrieren sich De Lorenzo und Danzeisen stärker auf die Labelarbeit bei Rummelplatzmusik und den stetig wachsenden Artist-Roster sowie auf musikalische Soloprojekte, dadurch ist die Aktivität von RockRainer stark zurückgegangen.

## Diskografie
- 2006: Schlechte Songs für schlechte Menschen (EP, Eigenveröffentlichung)
- 2008: 80er Actionfilm (Album, CD/DVD-Set, Eigenveröffentlichung)
- 2009: Dance Dance Dance (EP, Eigenveröffentlichung)
- 2010: Elektrorummelplatz (EP, Eigenveröffentlichung)
- 2011: Kalender der Abartigcoolness (Album, Free-Download-Release)
- 2012: Besser als ein schlechter Film (EP, Rummelplatzmusik)
- 2013: Vermutlich komm ich nie wieder (EP, Rummelplatzmusik)
- 2014: Weiterrennen (EP, Rummelplatzmusik)

## Samplerbeiträge & Features
- 2007: New Stars of Rock and Pop – präsentiert von HP, Intel und Microsoft – Track: Es ist
- 2008: Freiburg Tapes Volume 4 – Jazzhaus Records – Track: Beweg!
- 2009: Volkswagen Sound Foundation-Compilation – Track: Weg von hier
- 2010: audiosurf – die besten Bands im Netz! Special-Edition zur Musikmesse 2010 – Track: Weg von hier
- 2013: Lukas Meister, Wanderjahre – Feature: Nicht zu groß für uns
- 2013: Troubadour CD/DVD 2013 – Track: Festzeltrap

## Erfolge (Auswahl)
- Förderung durch die VW Sound Foundation als Talentband/Familyband
- Teilnahme am New Music Award 2009 (damals noch: Radio Award für neue Musik) der ARD-Jugendwellen
- Platz 11 des YouTube Secret Talents Award 2010 mit Angst vorm Adel
- Halbfinale des Panikpreises der Udo Lindenberg-Stiftung
- 4 × nominiert als MySpace Featured Artist
- Einladung zum Warner Music Demobattle im Rahmen des Reeperbahnfestivals
- Newcomer der Woche in „Kavka vs. The Web“ von Markus Kavka
- 12 Wochen in den Top Ten bei MTV Rookie mit dem Video Angst vorm Adel
- Auswahl für die „Bandfactory“ des John Lennon Talent Award 2010
- Auswahl CocaCola Soundwave-Discovery-Tour 2009 – Top 50
- 5 Wochen Platz 1 der SWR-Dasding-Netzparade mit 80er Actionfilm
- Gewinner des Frequency OpenStage-Contests 2007[11]